# Luka Ašćerić
Luka Ašćerić (in serbo Лука Ашћерић?; Sankt Pölten, 10 gennaio 1997) è un cestista austriaco con cittadinanza serba.
È il figlio di Nedeljko Ašćerić, ex cestista ed allenatore di pallacanestro.